# Bernd Rauschenbach (Literaturwissenschaftler)

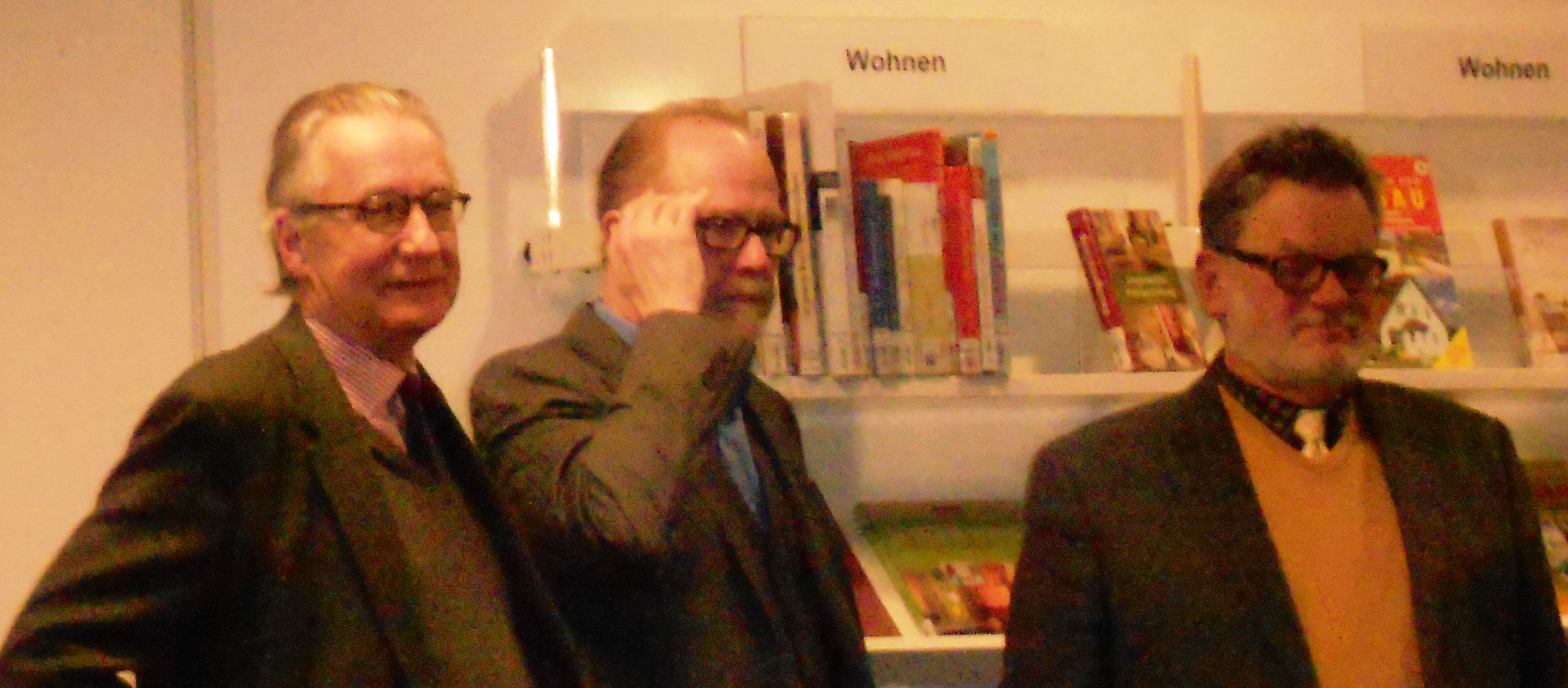
Bernd Rauschenbach (rechts) gemeinsam mit Joachim Kersten (links) und Jan Philipp Reemtsma (Mitte), Hamburg 2013

Bernd Rauschenbach (* 30. Juli 1952 in Berlin) ist ein deutscher Literaturwissenschaftler, Schriftsteller und Rezitator.
Rauschenbach studierte Germanistik und Bibliothekswissenschaften an der Technischen Universität Berlin. Seit 1975 veröffentlichte er literarische Werke und wurde 1982 Sekretär der Arno Schmidt Stiftung. Von 2001 bis 2018 war er deren geschäftsführender Vorstand. Er lebt in Eldingen, dem nächsten größeren Nachbarort von Bargfeld, dem Wohnort Arno Schmidts, in dem die Stiftung ansässig ist. Für sie ist er vor allem als Herausgeber tätig, so beteiligte er sich an der Herausgabe der Bargfelder Ausgabe der Werke Arno Schmidts. Außerdem arbeitete er bis ca. 2013 an einer Biographie Schmidts.
Bernd Rauschenbach ist Mitglied des PEN-Zentrums Deutschland.

## Werke und Schriften
Bühnenstücke
mit Jörg W. Gronius
- Probst Grüber und anderes. Nachwort von Karl Riha. Patio, Frankfurt am Main 1978.
- Ich bin allein gegen zweitausend Tiger oder die allgemeinen Sachen der Menschheit oder „Meine Herren, erheben Sie sich von den Plätzen!“ Eine Unterstzuoberstkehrung unser aller Mutter in noch nicht abzusehenden Wälzungen. Illustrationen von Klaus Münchschwander. Patio, Neu-Isenburg 1991.
- Stücke 1. edition echoraum, Wien 1993.
- Stücke 2. Weidle, Bonn 1997, ISBN 3-931135-29-2.
- Stücke 3 / Ich bin allein gegen 2.000 Tiger oder Wo ist das Problem? (= Kieler Edition. Band 4). Ludwig, Kiel 2002, ISBN 3-933598-62-1.
- Stücke 4. edition echoraum, Wien 2007, ISBN 978-3-901941-30-6.
- Stellen aus der Welt. Eine dramatische Historiographie in einem Vorspiel und 2000 Akten. Hrsg. vom Gronius-Rauschenbach-Centre, Wien. edition echoraum, Wien 2000.
- Tonstörungen aus Philadelphia oder Heidelinde, ich weiß. Kurze Stücke mit Gebrüll. CD, BMG Wort, Köln 2000, ISBN 3-89830-076-5.
- Ja, wenn die Bukolik nicht wär! oder Samson, knall den Segen rein oder Weltrekord wider Willen oder die Hermannshofschlacht. Ein Pfingstspiel nach dem Frühstück mit Prozessionszwang. Wehrhahn, Hannover 2001, ISBN 3-932324-63-3.
- Modersohn oder Kleine Einführung in die Katapultjagd. Stück in zwei Akten. Uraufführung: echoraum Wien, 10. März 2001.

als Herausgeber
- Arno Schmidt, Bargfelder Ausgabe. [BA, das Gesamtwerk], in vier Abteilungen und mit Supplementbänden. 1986 ff.
- mit Susanne Fischer: Arno Schmidts „Seelandschaft mit Pocahontas“. Zettel und andere Materialien. Haffmans, Zürich.
- mit Jan Philipp Reemtsma: „Wu Hi?“. Arno Schmidt in Görlitz Lauban Greiffenberg. Edition der Arno Schmidt Stiftung. Haffmans, Zürich 1986, ISBN 3-251-00029-2.
- Arno Schmidt für Boshafte, Insel, Frankfurt am Main 2007, ISBN 978-3-458-34941-9.